# Terron Millett
Pour les articles homonymes, voir Millett.
Terron Millett est un boxeur américain né le 28 juin 1968 à Saint Louis, Missouri.

## Carrière
Passé professionnel en 1993, il devient champion du monde des super-légers IBF le 20 février 1999 en battant au 5e round Vince Phillips. Il conserve son titre contre Virgil McClendon puis est destitué en raison d'une longue période de blessures en 2000 avant de s'incliner face à son successeur, Zab Judah, le 5 août 2000. Millett met un terme à sa carrière en 2003 sur un bilan de 27 victoires, 5 défaites et 1 match nul.

## Référence
1. ↑  (en) Vince Phillips vs. Terron Millett (boxrec.com)